# Mechanizm spustowo-uderzeniowy

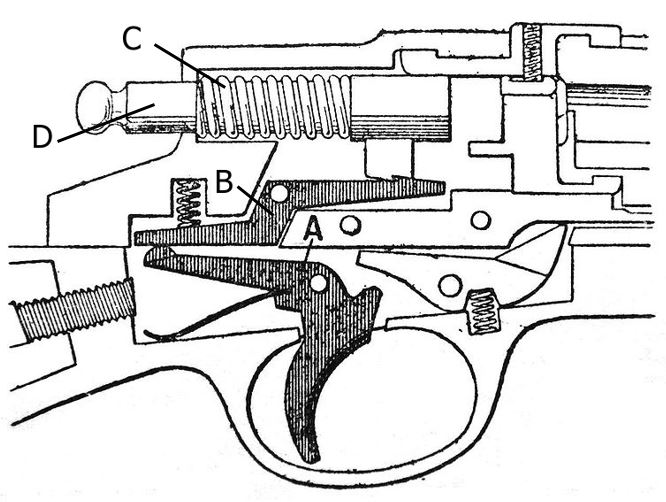
Mechanizm spustowo-uderzeniowy.
Mechanizm spustowy:
A – spust,
B – zaczep spustowy.
Mechanizm uderzeniowy:
C – sprężyna uderzeniowa,
D – bijnik.

Mechanizm spustowo-uderzeniowy (także: mechanizm uderzeniowo-spustowy) – w broni palnej określenie stosowane wobec zespołu dwóch współpracujących ze sobą mechanizmów: spustowego i uderzeniowego. Ich współpraca jest na tyle ścisła, że niekiedy uznawane są za jeden mechanizm (stąd nazwa).
Mechanizm spustowy utrzymuje i zwalnia mechanizm uderzeniowy ze stanu napiętego. Zwolniony mechanizm uderzeniowy powoduje natomiast zbicie spłonki przez grot iglicy inicjując tym samym strzał. W niektórych konstrukcjach mechanizm spustowy posiada samonapinacz powodujący napinanie mechanizmu uderzeniowego już w momencie ściągania spustu.